# SStB Grünschacher - Sonnwendstein
Az SStB  Grünschacher - Sonnwendstein egy Engerth-rendszerű, ún. támasztószerkocsis gőzmozdonysorozat volt az osztrák-magyar Südliche Staatsbahnnál (SStB).

## Története
Miután a Semmeringversenyen nyert négy mozdonyt a gyakorlatban nem tudták használni a Semmeringbahnon, Wilhelm von Engerth vezetésével a nyertesek előnyös megoldásait felhasználva egy új hegyi mozdonyt terveztek, mely építési formát később Engerth-rendszerű mozdonynak neveztek. A tervezet szerint a kazán súlyának egy részét a szerkocsi váza viselte (támasztószerkocsi). Ahhoz, hogy a szerkocsi tapadási súlyát ki tudják használni négy mozdonyon a főkeret és a szerkocsi tengelyei között fogaskerékkapcsolatot létesítettek. Mivel ezek és más hasonló megoldások sem váltak be az üzemben, később leszerelték őket.
Az első 26 mozdonyt a Cockerill Seraing-ben (16 db) és az Esslingeni Gépgyár (10 db) építette. Az első Cockerill moddony neve GRÜNSCHACHER, a Kesleré pedig KAPELLEN volt.
A sorozat mozdonyai az állami vasúttársaságok 1858-as eladásakor a Déli Vasúthoz kerültek, ahol a 19 sorozatba lettek beosztva. A sorozat valamennyi mozdonyát 1861 és 1864 között normál négycsatlós szerkocsis mozdonnyá építették át (a technikai adataik a 19 sorozatnál láthatóak). Az átépített mozdonyokat 1929-ig leselejtezték.

## Fordítás
Ez a szócikk részben vagy egészben  a   SStB – Grünschacher bis Sonnwendstein című német Wikipédia-szócikk fordításán alapul.  Az eredeti cikk szerkesztőit annak laptörténete sorolja fel. Ez a jelzés csupán a megfogalmazás eredetét és a szerzői jogokat jelzi, nem szolgál a cikkben szereplő információk forrásmegjelöléseként. - Az eredeti szócikk forrásai szintén ott találhatóak.